# 참파 예술

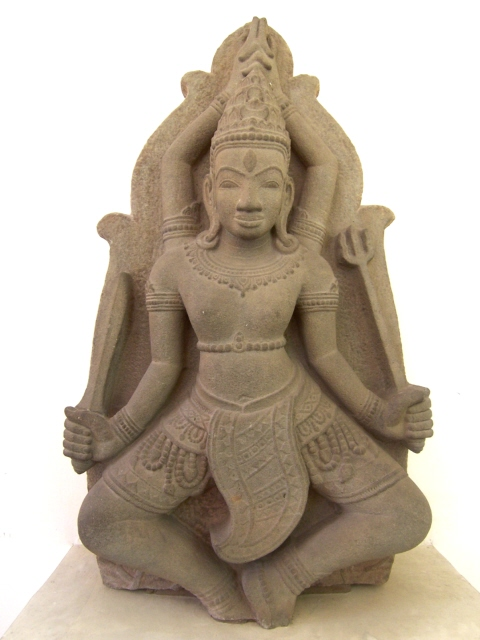
11세기~12세기의 참족들의 조각품

참파 예술( - 藝術, 영어: art of Champa)은 참족들의 일상 생활에 스며든 인도문화권의 예술이다. 참파는 인도문화권 내의 인도의 영향을 받은 문명으로, 서기 500년에서 1500년 사이 약 1천년 동안 현재 베트남 중부와 남부 해안을 따라 번영했다. 원래 참족들은 인도네시아 제도에서 온 식민지 사람들이었을 것이다. 그들은 무역, 해운업에 종사했고, 때로는 해적이 되기도 했다. 참파의 도시는 인도, 중국, 인도네시아 섬을 연결하는 중요한 무역로의 항구였다. 참파의 역사는 자바인들, 캄보디아 앙코르 크메르족, 그리고 현재 베트남 북부에 있는 대월과 갈등을 하기도 하고, 협력하기도 했다. 결국 참파는 대월에 복속되게 된다.
인도 암각화 사원, 특히 조각상들의 건축은 인도 남부 지방에서는 널리 채택되었고, 캄보디아, 안남(참파), 자바 사원 등의 인도의 영향을 받은 건축물이 채택되었다. 참파의 예술 유산은 주로 사암 조각상 – 원통 조각과 부조 조각 - 그리고 벽돌 건물로 이루어져 있다. 일부 금속 조각상과 장식품도 남아 있는 것이 있다. 어떤 작품들은 순수하게 장식품이었지만, 남아 있는 미술품의 상당 부분은 종교적인 주제를 표현하고 있다. 다른 작품들은 힌두교(특히 시바파), 불교, 토착 의식 등의 요소를 종합한 참족의 종교 생활에서 중요한 기능을 수행했을 것이다.

## 같이 보기
- 참파